# Нелидовская улица
Нели́довская у́лица — улица в Северо-Западном административном округе города Москвы на территории района Южное Тушино. Проходит от Штурвальной улицы до Аэродромной. Нумерация домов ведётся от Штурвальной улицы.

## Происхождение названия
Улица названа в 1964 году по городу Нелидово (Тверская область). До этого, находясь в черте ныне упразднённого города Тушино, с 1938 года называлась Гражданская улица.

## Описание
Длина — 900 метров. Улица начинается от пересечения со Штурвальной улицей (между домами №№ 1 к. 1 и 1 к. 2) и заканчивается пересечением с Аэродромной улицей (между домами №№ 8 и 10 к. 1). Направление — с востока на запад. Примыкания с нечётной стороны — Новопоселковая улица, безымянный проезд, соединяющий её с улицей Фабрициуса и Сходненской улицей; с чётной — Сходненская улица.
От начала и до Сходненской улица имеет две полосы (по одной в каждом направлении) автомобильного движения, далее и до конца — по «полторы» полосы. На протяжении улицы имеется один светофор и пять нерегулируемых пешеходных переходов. Улица оборудована пешеходными тротуарами: по нечётной стороне — полностью, по чётной — на большинстве участков. Общественный транспорт по улице не ходит, станция метро «Сходненская» — в 350 метрах от середины улицы.

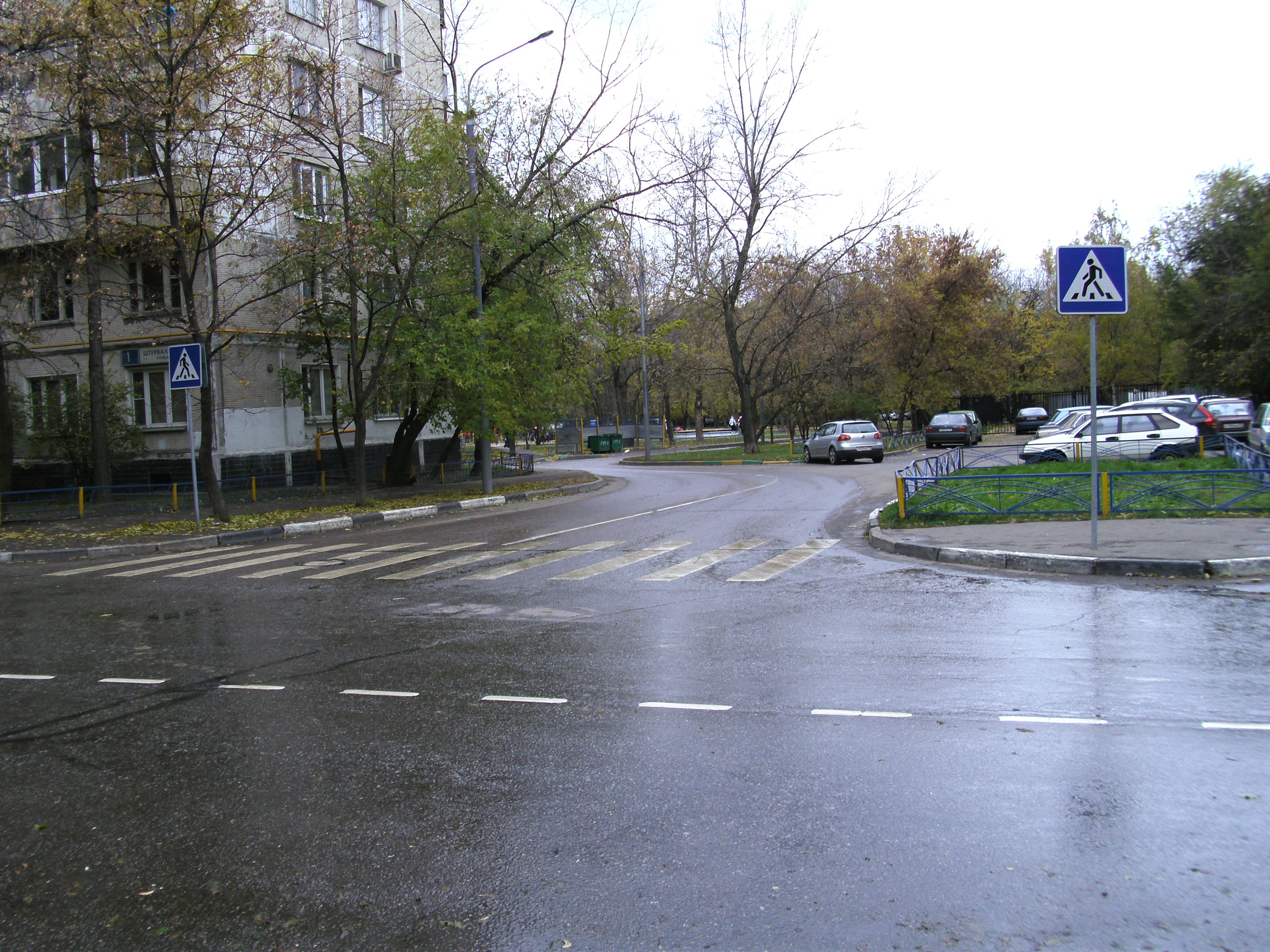
Начало улицы
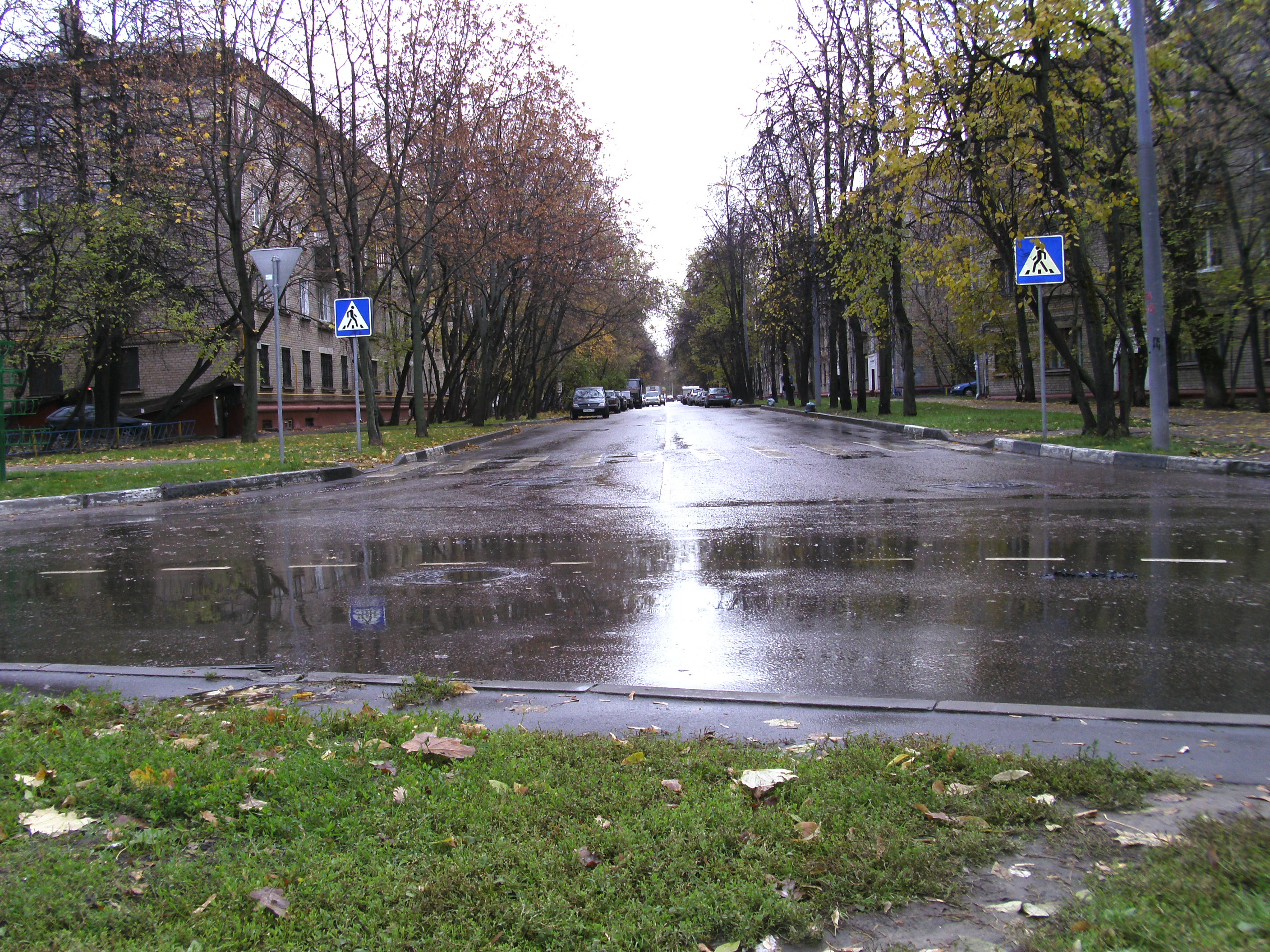
Конец улицы. Налево и направо уходит Аэродромная улица.

## Здания и сооружения
Нечётная сторона
- № 13 к. 1 — Региональная молодёжная общественная организация содействия деятельности и защиты интересов молодёжи «Прогрессивная молодежь»; Учебно-методический центр по гражданской обороне и чрезвычайным ситуациям
- № 15 к. 1 — участковый пункт милиции № 12 от ОВД «Южное Тушино»
- № 19 — спортклуб «Олимп»
- № 23 к. 2[4] — Пенсионные отделы «Южное Тушино» и «Покровское-Стрешнево» (Управление Пенсионного фонда РФ № 2 при Главном управлении Пенсионного фонда РФ № 9); внутригородское муниципальное образование «Муниципалитет „Южное Тушино“»

Чётная сторона
- № 8 — Российский государственный университет туризма и сервиса — московский филиал «Институт сервиса»
- № 10 стр. 1 — кинотеатр «Полёт»
- № 10 к. 1 — детский сад № 1739 «Непоседы»